# PSR (Odontología)
El PSR, del inglés "Peridontal Screening and Recording", es un examen periodontal utilizado por el odontólogo general para valorar de forma rápida y sencilla la necesidad de tratamiento periodontal del paciente. 
Para llevarlo a cabo se requiere (preferentemente) una sonda periodontal OMS, que en su extremo tiene una bolita de 0.5 mm de diámetro, y en la porción central de su parte activa, una banda negra que indica calibración en dos longitudes: 3.5 mm en su inicio, y 5.5 mm. en su extremo distal.
Se dividen las arcadas dentarias en seis sextantes, partiendo de la pieza más posterior superior derecha hasta el primer premolar superior derecho, que corresponde al primer sextante. Luego el segundo sextante involucra el sector anterior superior, es decir de canino a canino, y así prosigue dividiendo las arcadas siguiendo el sentido de las agujas del reloj.
Se examinan al menos seis profundidades alrededor de cada diente, introduciendo suavemente (20g) la sonda periodontal en el surco gingival o  surco gingivodentario: mesiovestibular, vestibular, distovestibular, mesiopalatino/lingual, palatino/lingual y distopalatino/lingual.

## Valoración y asignación de calificaciones
Calificación 0: En el surco más profundo del sextante, la banda de la sonda se encuentra visible por completo. No se produce hemorragia, ni hay cálculo supragingival o subgingival, ni márgenes defectuosos que retengan placa dental. Estas características denotan un grado de salud gingival óptimo. Estos pacientes sólo requieren de tratamiento preventivo.
Calificación 1: En el surco más profundo del sextante, la banda de la sonda se encuentra visible por completo, pero al sondear cuidadosamente el surco, se produce hemorragia gingival. No existe cálculo supragingival ni subgingival, ni márgenes defectuosos que retengan placa dental. En estos pacientes se debe eliminar la placa supragingival y subgingival y enseñar técnicas adecuadas de higiene oral.
Calificación 2: En el surco más profundo del sextante, la banda de la sonda se encuentra visible por completo, pero al sondear cuidadosamente el surco, se produce hemorragia gingival. Además existe cálculo supragingival o subgingival, márgenes defectuosos, o ambos. En estos pacientes se debe eliminar el cálculo y la placa supragingival y subgingival, y corregir los márgenes defectuosos si los hubiera. Se debe enseñar técnicas de higiene oral adecuadas para el paciente.
Calificación 3: En el surco más profundo del sextante, la banda de la sonda se encuentra parcialmente sumergida. Esta situación indica una profundidad al sondaje mayor a 3.5 mm. Además existe sangramiento y/o características patológicas como las ya vistas. Estos pacientes requieren de un periodontograma completo del sextante afectado, y si se alcanzaran dos o más calificaciones 3, se debe realizar un periodontograma completo de toda la boca, además de un diagnóstico periodontal y plan de tratamiento adecuado.
Calificación 4: En el surco más profundo del sextante, la banda de la sonda se encuentra totalmente sumergida, lo cual indica una profundidad de más de 5.5 mm. En estos pacientes se debe realizar un periodontograma completo de toda la boca, un diagnóstico periodontal, y un plan de tratamiento adecuado.
Calificación *: Se debe adjuntar un asterisco junto al número de calificación, si en el sextante hubiera movilidad dentaria patológica, compromiso de furca, alteración mucogingival o recesión gingival mayor a 3.5 mm.